# Zrádci (1. řada)
První řada Zrádců měla premiéru na TV Prima 22. září 2024 a finále bylo odvysíláno 8. prosince 2024.

## Soutěžící
Hry se účastní skupina 24 soutěžících, která byla na začátku hry rozdělena na Zrádce a Věrné.
| Soutěžící                                                        | Příslušnost | Konec ve hře            |
| ---------------------------------------------------------------- | ----------- | ----------------------- |
| Radovan (Radovan Oravkin) 32 let, moderátor, hudebník            | Věrný       | Vyhnaný (Epizoda 1)     |
| Jiří (Jiří Filip) 41 let, manažer vzdělávání, lektor             | Věrný       | Zavražděný (Epizoda 2)  |
| Míra (Miroslav Konopásek) 39 let, stavebník                      | Věrný       | Vyhnaný (Epizoda 2)     |
| Katka (Kateřina Mrkvičková) 43 let, manažerka                    | Věrná       | Zavražděná (Epizoda 3)  |
| Věra (Věra Vodičková) 38 let, herečka, manažerka v rodinné firmě | Věrná       | Vyhnaná (Epizoda 3)     |
| Petr (Petr Vojáček) 66 let, kastelán, závodník                   | Věrný       | Odstoupil (Epizoda 4)   |
| Luděk (Luděk Staněk) 50 let, žurnalista, komik                   | Zrádce      | Vyhnaný (Epizoda 4)     |
| Michaela (Michaela Fialová) 30 let, lovkyně                      | Věrná       | Zavrazděná (Epizoda 5)  |
| Jan (Jan Zrzavý) 50 let, videomaker                              | Věrný       | Vyhnaný (Epizoda 5)     |
| Daniel (Daniel Sebastián Štrauch) 26 let, youtuber, režisér      | Věrný       | Zavrazděný (Epizoda 6)  |
| Obinn (Martin Obdržálek) 37 let, kouzelník, policista            | Věrný       | Vyhnaný (Epizoda 6)     |
| Qaša (Leona Kvasnicová) 51 let, tanečnice, choreografka          | Věrná       | Zavražděná (Epizoda 7)  |
| Lucas (Lucas Šimon) 32 let, barber                               | Zrádce      | Vyhnaný (Epizoda 7)     |
| Marie (Marie Fasorová) 40 let, herečka, moderátorka, terapeutka  | Věrná       | Zavražděná (Epizoda 7)  |
| Alena (Alena Hamáčková) 59 let, podnikatelka                     | Věrná       | Vyhnaná (Epizoda 8)     |
| Andrea (Andrea Bezděková) 29 let, modelka                        | Věrná       | Vyhnaná (Epizoda 9)     |
| Andy (Andrea Chaloupková) 38 let, školitelka                     | Věrná       | Zavražděná (Epizoda 10) |
| Kristýna (Kristýna Mlíková) 28 let, hráčka pokeru                | Zrádce      | Vyhnaná (Epizoda 10)    |
| Honza (Jan Vlachynský) 36 let, barman, podnikatel                | Zrádce      | Vyhnaný (Epizoda 11)    |
| Martin (Martin Růžička) 32 let, policista                        | Věrný       | Vyhnaný (Epizoda 12)    |
| Johny (Jan Tyl) 44 let, vývojář AI                               | Věrný       | Vyhnaný (Epizoda 12)    |
| Sarah (Sarah Horáková) 20 let, stážistka, content creator v MMA  | Věrná       | Finalista               |
| Tuňák (Jan Tuna) 51 let, investigativní reportér, youtuber       | Věrný       | Finalista               |
| Nicole (Nicole Šáchová) 26 let, streamerka, modelka              | Zrádce      | Vítěz                   |

Vysvětlivky
1. ↑  Radovan nebyl vyhoštěn u kulatého stolu. Po prvním vstupu hráčů na nádvoří hradu měla Katka, jakožto nejdůvěryhodnější osoba podle ostatních soutěžících, vybrat tři nejméně důvěryhodné hráče podle ní. Vybrala: Honzu, Radovana a Martina. Ze tří vybraných zvolila Radovana, který musel hrad opustit.
2. ↑  Petr se při čtvrté soutěžní hře zranil a ze zdravotních důvodů musel soutěž opustit. Jeho příslušnost nebyla ostatním hráčům oznámena.
3. ↑  Marie odmítla vydírání a byla Zrádci zavražděna.
4. ↑  Od 1. do 7. dílu byla Věrná, v 8. dílu vydírána Zrádci.
5. ↑  Od 1. do 10. dílu byl Věrný, v 11. dílu vydírán Zrádci.

## Historie hlasování
| Epizoda           | Epizoda           | Epizoda           | 1              | 2                      | 3                      | 4                            | 5                      | 6                      | 7                      | 8                      | 9                      | 9                      | 10                      | 11                      | 11                      | 12                      | 12                      | 12                      | 12                      | 12                      |
| ----------------- | ----------------- | ----------------- | -------------- | ---------------------- | ---------------------- | ---------------------------- | ---------------------- | ---------------------- | ---------------------- | ---------------------- | ---------------------- | ---------------------- | ----------------------- | ----------------------- | ----------------------- | ----------------------- | ----------------------- | ----------------------- | ----------------------- | ----------------------- |
| Rozhodnutí Zrádců | Rozhodnutí Zrádců | Rozhodnutí Zrádců | Nikdo          | Jiří                   | Katka                  | Johny, Marie, Michaela, Qaša | Michaela               | Daniel                 | Qaša, Marie            | Kristýna               | Andy, Honza, Martin    | Andy, Honza, Martin    | Andy                    | Honza                   | Honza                   | Nikdo                   | Nikdo                   | Nikdo                   | Nikdo                   | Nikdo                   |
| Rozhodnutí Zrádců | Rozhodnutí Zrádců | Rozhodnutí Zrádců | Nikdo          | Vražda                 | Vražda                 | Seznam smrti                 | Vražda                 | Vražda                 | Vražda                 | Vydírání               | Seznam smrti           | Seznam smrti           | Vražda                  | Vydírání                | Vydírání                | Nikdo                   | Nikdo                   | Nikdo                   | Nikdo                   | Nikdo                   |
| Štít              | Štít              | Štít              | Nikdo          | Nikdo                  | Obinn                  | Marie                        | Obinn, Nicole          | Tuňák                  | Sarah, Martin          | Tuňák                  | Martin                 | Martin                 | Tuňák                   | Nikdo                   | Nikdo                   | Nikdo                   | Nikdo                   | Nikdo                   | Nikdo                   | Nikdo                   |
| Vyhnán/a          | Vyhnán/a          | Vyhnán/a          | Radovan        | Míra                   | Věra                   | Luděk                        | Jan                    | Obinn                  | Lucas                  | Alena                  | shoda                  | Andrea                 | Kristýna                | shoda                   | Honza                   | Martin                  | Vyhnanství              | Johny                   | Konec hry               | Konec hry               |
| Hlasy             | Hlasy             | Hlasy             | 1              | 13–6–1–1–1             | 14–3–2–1               | 8–4–4–1–1                    | 6–5–4–1                | 8–2–2–1–1              | 6–3–3                  | 9–1                    | 3–3–2–1                | 5–2                    | 5–1–1                   | 2–2–1–1                 | 3–1                     | 3–1–1                   | 1–3                     | 3–1                     | 3–0                     | 3–0                     |
|                   |                   |                   |                |                        |                        |                              |                        |                        |                        |                        |                        |                        |                         |                         |                         |                         |                         |                         |                         |                         |
|                   |                   | Nicole            | Nehlasovalo se | Míra                   | Luděk                  | Luděk                        | Jan                    | Obinn                  | Lucas                  | Alena                  | Sarah                  | Andrea                 | Kristýna                | Honza                   | nehl.                   | Martin                  | Konec hry               | Johny                   | Konec hry               | Vítěz                   |
|                   |                   | Sarah             | Nehlasovalo se | Míra                   | Věra                   | Luděk                        | Alena                  | Obinn                  | Lucas                  | Alena                  | Johny                  | nehl.                  | Kristýna                | Honza                   | Honza                   | Johny                   | Konec hry               | Johny                   | Konec hry               | Finalista               |
|                   |                   | Tuňák             | Nehlasovalo se | Míra                   | Luděk                  | Jan                          | Jan                    | Obinn                  | Lucas                  | Alena                  | Andrea                 | Andrea                 | Kristýna                | Johny                   | Honza                   | Martin                  | Vyhnanství              | Johny                   | Konec hry               | Finalista               |
|                   |                   | Johny             | Nehlasovalo se | Petr                   | Věra                   | Luděk                        | Lucas                  | Lucas                  | Lucas                  | Alena                  | Andrea                 | Andrea                 | Honza                   | Tuňák                   | Honza                   | Martin                  | Konec hry               | Sarah                   | Vyhnaný (Epizoda 12)    | Vyhnaný (Epizoda 12)    |
|                   |                   | Martin            | Nehlasovalo se | Míra                   | Věra                   | Luděk                        | Alena                  | Alena                  | Kristýna               | Alena                  | Nicole                 | Sarah                  | Kristýna                | Nicole                  | Nicole                  | Nicole                  | Vyhnaný (Epizoda 12)    | Vyhnaný (Epizoda 12)    | Vyhnaný (Epizoda 12)    | Vyhnaný (Epizoda 12)    |
|                   |                   | Honza             | Nehlasovalo se | Míra                   | Věra                   | Jan                          | Obinn                  | Obinn                  | Kristýna               | Alena                  | Johny                  | Andrea                 | Kristýna                | Nicole                  | nehl.                   | Vyhnaný (Epizoda 11)    | Vyhnaný (Epizoda 11)    | Vyhnaný (Epizoda 11)    | Vyhnaný (Epizoda 11)    | Vyhnaný (Epizoda 11)    |
|                   |                   | Kristýna          | Nehlasovalo se | Petr                   | Věra                   | Honza                        | Jan                    | Andrea                 | Alena                  | Alena                  | Andrea                 | Andrea                 | Nicole                  | Vyhnaná (Epizoda 10)    | Vyhnaná (Epizoda 10)    | Vyhnaná (Epizoda 10)    | Vyhnaná (Epizoda 10)    | Vyhnaná (Epizoda 10)    | Vyhnaná (Epizoda 10)    | Vyhnaná (Epizoda 10)    |
|                   |                   | Andy              | Nehlasovalo se | Petr                   | Luděk                  | Luděk                        | Alena                  | Obinn                  | Lucas                  | Alena                  | Sarah                  | Sarah                  | Zavražděná (Epizoda 10) | Zavražděná (Epizoda 10) | Zavražděná (Epizoda 10) | Zavražděná (Epizoda 10) | Zavražděná (Epizoda 10) | Zavražděná (Epizoda 10) | Zavražděná (Epizoda 10) | Zavražděná (Epizoda 10) |
|                   |                   | Andrea            | Nehlasovalo se | Johny                  | Věra                   | Luděk                        | Alena                  | Obinn                  | Alena                  | Alena                  | Sarah                  | nehl.                  | Vyhnaná (Epizoda 9)     | Vyhnaná (Epizoda 9)     | Vyhnaná (Epizoda 9)     | Vyhnaná (Epizoda 9)     | Vyhnaná (Epizoda 9)     | Vyhnaná (Epizoda 9)     | Vyhnaná (Epizoda 9)     | Vyhnaná (Epizoda 9)     |
|                   |                   | Alena             | Nehlasovalo se | Míra                   | Věra                   | Jan                          | Lucas                  | Lucas                  | Kristýna               | Sarah                  | Vyhnaná (Epizoda 8)    | Vyhnaná (Epizoda 8)    | Vyhnaná (Epizoda 8)     | Vyhnaná (Epizoda 8)     | Vyhnaná (Epizoda 8)     | Vyhnaná (Epizoda 8)     | Vyhnaná (Epizoda 8)     | Vyhnaná (Epizoda 8)     | Vyhnaná (Epizoda 8)     | Vyhnaná (Epizoda 8)     |
|                   |                   | Marie             | Nehlasovalo se | Míra                   | Věra                   | Johny                        | Jan                    | Obinn                  | Lucas                  | Zavražděná (Epizoda 7) | Zavražděná (Epizoda 7) | Zavražděná (Epizoda 7) | Zavražděná (Epizoda 7)  | Zavražděná (Epizoda 7)  | Zavražděná (Epizoda 7)  | Zavražděná (Epizoda 7)  | Zavražděná (Epizoda 7)  | Zavražděná (Epizoda 7)  | Zavražděná (Epizoda 7)  | Zavražděná (Epizoda 7)  |
|                   |                   | Lucas             | Nehlasovalo se | Míra                   | Johny                  | Johny                        | Jan                    | Alena                  | Alena                  | Vyhnaný (Epizoda 7)    | Vyhnaný (Epizoda 7)    | Vyhnaný (Epizoda 7)    | Vyhnaný (Epizoda 7)     | Vyhnaný (Epizoda 7)     | Vyhnaný (Epizoda 7)     | Vyhnaný (Epizoda 7)     | Vyhnaný (Epizoda 7)     | Vyhnaný (Epizoda 7)     | Vyhnaný (Epizoda 7)     | Vyhnaný (Epizoda 7)     |
|                   |                   | Qaša              | Nehlasovalo se | Míra                   | Věra                   | Johny                        | Lucas                  | Obinn                  | Zavražděná (Epizoda 7) | Zavražděná (Epizoda 7) | Zavražděná (Epizoda 7) | Zavražděná (Epizoda 7) | Zavražděná (Epizoda 7)  | Zavražděná (Epizoda 7)  | Zavražděná (Epizoda 7)  | Zavražděná (Epizoda 7)  | Zavražděná (Epizoda 7)  | Zavražděná (Epizoda 7)  | Zavražděná (Epizoda 7)  | Zavražděná (Epizoda 7)  |
|                   |                   | Obinn             | Nehlasovalo se | Míra                   | Věra                   | Jan                          | Jan                    | Sarah                  | Vyhnaný (Epizoda 6)    | Vyhnaný (Epizoda 6)    | Vyhnaný (Epizoda 6)    | Vyhnaný (Epizoda 6)    | Vyhnaný (Epizoda 6)     | Vyhnaný (Epizoda 6)     | Vyhnaný (Epizoda 6)     | Vyhnaný (Epizoda 6)     | Vyhnaný (Epizoda 6)     | Vyhnaný (Epizoda 6)     | Vyhnaný (Epizoda 6)     | Vyhnaný (Epizoda 6)     |
|                   |                   | Daniel            | Nehlasovalo se | Míra                   | Věra                   | Luděk                        | Alena                  | Zavražděný (Epizoda 6) | Zavražděný (Epizoda 6) | Zavražděný (Epizoda 6) | Zavražděný (Epizoda 6) | Zavražděný (Epizoda 6) | Zavražděný (Epizoda 6)  | Zavražděný (Epizoda 6)  | Zavražděný (Epizoda 6)  | Zavražděný (Epizoda 6)  | Zavražděný (Epizoda 6)  | Zavražděný (Epizoda 6)  | Zavražděný (Epizoda 6)  | Zavražděný (Epizoda 6)  |
|                   |                   | Jan               | Nehlasovalo se | Petr                   | Věra                   | Luděk                        | Lucas                  | Vyhnaný (Epizoda 5)    | Vyhnaný (Epizoda 5)    | Vyhnaný (Epizoda 5)    | Vyhnaný (Epizoda 5)    | Vyhnaný (Epizoda 5)    | Vyhnaný (Epizoda 5)     | Vyhnaný (Epizoda 5)     | Vyhnaný (Epizoda 5)     | Vyhnaný (Epizoda 5)     | Vyhnaný (Epizoda 5)     | Vyhnaný (Epizoda 5)     | Vyhnaný (Epizoda 5)     | Vyhnaný (Epizoda 5)     |
|                   |                   | Michaela          | Nehlasovalo se | Nicole                 | Nicole                 | Nicole                       | Zavražděná (Epizoda 5) | Zavražděná (Epizoda 5) | Zavražděná (Epizoda 5) | Zavražděná (Epizoda 5) | Zavražděná (Epizoda 5) | Zavražděná (Epizoda 5) | Zavražděná (Epizoda 5)  | Zavražděná (Epizoda 5)  | Zavražděná (Epizoda 5)  | Zavražděná (Epizoda 5)  | Zavražděná (Epizoda 5)  | Zavražděná (Epizoda 5)  | Zavražděná (Epizoda 5)  | Zavražděná (Epizoda 5)  |
|                   |                   | Luděk             | Nehlasovalo se | Míra                   | Věra                   | Johny                        | Vyhnaný (Epizoda 4)    | Vyhnaný (Epizoda 4)    | Vyhnaný (Epizoda 4)    | Vyhnaný (Epizoda 4)    | Vyhnaný (Epizoda 4)    | Vyhnaný (Epizoda 4)    | Vyhnaný (Epizoda 4)     | Vyhnaný (Epizoda 4)     | Vyhnaný (Epizoda 4)     | Vyhnaný (Epizoda 4)     | Vyhnaný (Epizoda 4)     | Vyhnaný (Epizoda 4)     | Vyhnaný (Epizoda 4)     | Vyhnaný (Epizoda 4)     |
|                   |                   | Petr              | Nehlasovalo se | Míra                   | Věra                   | Odstoupil (Epizoda 4)        | Odstoupil (Epizoda 4)  | Odstoupil (Epizoda 4)  | Odstoupil (Epizoda 4)  | Odstoupil (Epizoda 4)  | Odstoupil (Epizoda 4)  | Odstoupil (Epizoda 4)  | Odstoupil (Epizoda 4)   | Odstoupil (Epizoda 4)   | Odstoupil (Epizoda 4)   | Odstoupil (Epizoda 4)   | Odstoupil (Epizoda 4)   | Odstoupil (Epizoda 4)   | Odstoupil (Epizoda 4)   | Odstoupil (Epizoda 4)   |
|                   |                   | Věra              | Nehlasovalo se | Petr                   | Johny                  | Vyhnaná (Epizoda 3)          | Vyhnaná (Epizoda 3)    | Vyhnaná (Epizoda 3)    | Vyhnaná (Epizoda 3)    | Vyhnaná (Epizoda 3)    | Vyhnaná (Epizoda 3)    | Vyhnaná (Epizoda 3)    | Vyhnaná (Epizoda 3)     | Vyhnaná (Epizoda 3)     | Vyhnaná (Epizoda 3)     | Vyhnaná (Epizoda 3)     | Vyhnaná (Epizoda 3)     | Vyhnaná (Epizoda 3)     | Vyhnaná (Epizoda 3)     | Vyhnaná (Epizoda 3)     |
|                   |                   | Katka             | Nehlasovalo se | Sarah                  | Zavražděná (Epizoda 3) | Zavražděná (Epizoda 3)       | Zavražděná (Epizoda 3) | Zavražděná (Epizoda 3) | Zavražděná (Epizoda 3) | Zavražděná (Epizoda 3) | Zavražděná (Epizoda 3) | Zavražděná (Epizoda 3) | Zavražděná (Epizoda 3)  | Zavražděná (Epizoda 3)  | Zavražděná (Epizoda 3)  | Zavražděná (Epizoda 3)  | Zavražděná (Epizoda 3)  | Zavražděná (Epizoda 3)  | Zavražděná (Epizoda 3)  | Zavražděná (Epizoda 3)  |
|                   |                   | Míra              | Nehlasovalo se | Petr                   | Vyhnaný (Epizoda 2)    | Vyhnaný (Epizoda 2)          | Vyhnaný (Epizoda 2)    | Vyhnaný (Epizoda 2)    | Vyhnaný (Epizoda 2)    | Vyhnaný (Epizoda 2)    | Vyhnaný (Epizoda 2)    | Vyhnaný (Epizoda 2)    | Vyhnaný (Epizoda 2)     | Vyhnaný (Epizoda 2)     | Vyhnaný (Epizoda 2)     | Vyhnaný (Epizoda 2)     | Vyhnaný (Epizoda 2)     | Vyhnaný (Epizoda 2)     | Vyhnaný (Epizoda 2)     | Vyhnaný (Epizoda 2)     |
|                   |                   | Jiří              | Nehlasovalo se | Zavražděný (Epizoda 2) | Zavražděný (Epizoda 2) | Zavražděný (Epizoda 2)       | Zavražděný (Epizoda 2) | Zavražděný (Epizoda 2) | Zavražděný (Epizoda 2) | Zavražděný (Epizoda 2) | Zavražděný (Epizoda 2) | Zavražděný (Epizoda 2) | Zavražděný (Epizoda 2)  | Zavražděný (Epizoda 2)  | Zavražděný (Epizoda 2)  | Zavražděný (Epizoda 2)  | Zavražděný (Epizoda 2)  | Zavražděný (Epizoda 2)  | Zavražděný (Epizoda 2)  | Zavražděný (Epizoda 2)  |
|                   |                   | Radovan           | Nehlasovalo se | Vyhnaný (Epizoda 1)    | Vyhnaný (Epizoda 1)    | Vyhnaný (Epizoda 1)          | Vyhnaný (Epizoda 1)    | Vyhnaný (Epizoda 1)    | Vyhnaný (Epizoda 1)    | Vyhnaný (Epizoda 1)    | Vyhnaný (Epizoda 1)    | Vyhnaný (Epizoda 1)    | Vyhnaný (Epizoda 1)     | Vyhnaný (Epizoda 1)     | Vyhnaný (Epizoda 1)     | Vyhnaný (Epizoda 1)     | Vyhnaný (Epizoda 1)     | Vyhnaný (Epizoda 1)     | Vyhnaný (Epizoda 1)     | Vyhnaný (Epizoda 1)     |

Legenda
- Soutěžící byl Věrný
- Soutěžící byl Zrádce
- Soutěžící nemohl hlasovat

Vysvětlivky
1. ↑  Marie odmítla vydírání a byla Zrádci zavražděna.
2. 1 2 3 4  Soutěžící nehlasoval/a z důvodu shody.

## Mise
| Epizoda | Název               | Dostupná výhra | Získaná výhra | Celková výhra | Štít   |
| --- | ------------------- | -------------- | ------------- | ------------- | ------ |
| 1 | Zlatý poklad        | 100.000        | 100.000       | 100.000       | —      |
| Soutěžící musí do třiceti minut sestavit a odpálit nálož v lomu. Každá ze tří skupin plní jeden úkol. Správně sestavit barevné žlaby pro odpalovací kabely, nalézt a zapojit všechny odpalovací kabely a konečně z ostrůvku uprostřed zatopeného lomu osvobodit a přitáhnout detonátor, který odpálí nálož a odkryje poklad v hodnotě 100.000. |                     |                |               |               |        |
| 2 | Katovo propadlo     | —              | 100.000       | 200.000       | —      |
| Porota soutěžících odpovídá na sérii otázek a hádá jednoho hráče ze čtyř dobrovolníků, který charakterově odpovídá popisu. Také čtveřice dobrovolníků mezi sebou tajně vybírá nejpravděpodobnější volbu. Za každou shodu připadá odměna 20.000. V případě neshody končí hráč v propadlišti. |                     |                |               |               |        |
| 3 | Obrazárna           | —              | 35.000        | 235.000       | Obinn  |
| Soutěžící rozděleni do třech skupin a tří týmů v každé skupině plní sérií úkolů. Musí si zapamatovat a následně detailně popsat konkrétní obraz z galerie, namalovat repliku obrazu podle popisu a nakonec v co nejkratším čase najít v galerii originál. Tým, který nejrychleji a správně odhalí původní motiv, získá možnost vybrat si mezi obálkou se štítem, nebo odměnou 5 až 20.000 do společné výhry. |                     |                |               |               |        |
| 4 | Seznam smrti        | 100.000        | 75.000        | 310.000       | Marie  |
| Zrádci vybrali čtyři hráče na seznam smrti a ti jsou zaživa pohřbeni. Dva týmy soutěžících je musí v časovém limitu najít, vykopat a zachránit. Postupují podle mapy, úkolů a nápověd. Nejprve je třeba sestavit skládačku s cestou k žaláři. Tam získají lopatky, vysílačku a možnost obětovat hráče výměnou za velkou lopatu. Na dalším stanovišti čeká nová hádanka, která s nápovědou z hrobu získanou vysílačkou vede do cíle k pohřebišti. Za každěho vykopaného hráče připadá odměna 25.000. První vykopaný zárověň získává štít.                                                 |                     |                |               |               |        |
| 5 | Katapult            | —              | 39.000        | 349.000       | Obinn  |
| 5 | Katapult            | —              | 39.000        | 349.000       | Nicole |
| Každý ze dvou týmů má za úkol v časovém limitu zasáhnout katapultem označený cíl. Hráči si rozdělí hned několik rolí. Katapult ovládají tři střelci a střelmistr na věži, který určuje směr a moment výstřelu. Čtyři navigátoři pomáhají dvojicím slepých hledačů najít a přinést náboje se správnou barvou týmu z předem ohraničeného prostoru. Každý přinesený náboj má hodnotu 1.000 a každý zásah cíle má hodnotu 5.000 do společné výhry. Dva náboje ukrývají štít. |                     |                |               |               |        |
| 6 | Upálení čarodějnice | 120.000        | 120.000       | 469.000       | Tuňák  |
| Dva týmy putují lesem. Na stanovištích odpovídají na otázky z ankety a při správné odpovědi získávají herní klíč. V části cesty musí vyslat jednoho hráče zpět do hradu hledat symbol čarodějnice. Na cílové louce, můžou nejprve zbylí hráči vyměnit klíče za nový pokus při nesprávně uhádnutém symbolu a následně v časovém limitu 10 minut, hráč na hradě volá symbol na louku, ale může hledat i schovaný štít a zároveň hráči na louce hledají mezi čarodějnicemi tu se správným symbolem kterou upálí, nebo tu se štítem. Za správnou upálenou čarodějnici připadá odměna 60.000. |                     |                |               |               |        |
| 7 | Krádež v muzeu      | —              | 40.000        | 509.000       | Sarah  |
| 7 | Krádež v muzeu      | —              | 40.000        | 509.000       | Martin |
| Hráči musí po dvojicích v časovém limitu šesti minut projít společně laserovou sítí a ukrást jeden z deseti vzácných artefaktů. Za každý dotek laseru ztrácí třicet vteřin. Artefakty mají různou velikost a odpovídající hodnotu 10, 15, 20, 25, 30 nebo 40.000 do společné výhry. Dva artefakty ukrývají štít. |                     |                |               |               |        |
| 8 | Střelba z kuše      | 110.000        | 87.500        | 596.500       | Tuňák  |
| Úkolem hráčů je kuší trefit a rozbít skleněné tabulky se jmény všech hráčů v soutěži. Hráči postupně vybírají jedno jméno na tabulce, které se pokusí zasáhnout. Z celkové možné výhry 110.000 se za každé minutí šípem odečte 2.500. Hráč se jménem na poslední nerozbité tabulce získává automaticky štít a zároveň uzavírá celou hru. |                     |                |               |               |        |
| 9 | Zlaté valouny       | —              | 46.000        | 642.500       | Martin |
| Tři hráči se ocitli na seznamu smrti a jsou uvězněni v žaláři. Úkolem zbývajících hráčů je v limitu 15 minut, najít v hromadě hlíny zlaté valouny, přenést je přes řadu vodních pontonů, a vhodit do jedné ze tří dóz se jmény hráčů v žaláři. Pád do vody znamená ztrátu valounu. Každý úspěšně vhozený valoun má hodnotu 2.000 do společné výhry. Hráč se jménem na dóze s nejvyšším počtem valounů získavá štít. |                     |                |               |               |        |
| 10 | Únos                | 100.000        | —             | 742.500       | Tuňák  |
| Dva hráči byli uneseni a uvězněni ve starém dole. Všichni zbývající hráči je musí v limitu jedné hodiny najít a osvobodit. Cestu do dolu, prozradí zpráva od uvězněných na diktafonu. V dole se hráči rozdělí na dvě skupiny. První hledá tři číselné zámky a nápovědy k jejich otevření. Druhá zůstává ve "velíně" a hledá odpovědi se správnou kombinací. K dispozici mají důlní telefon. Za každé otevření zámku připadá odměna 25.000. Za splnění mise během 55 minut navíc dalších 25.000 do společné výhry. Při hledání je možné objevit štít.                                     |                     |                |               |               |        |
| 11 | Zpověď v kapli      | 90.000         | 90.000        | 832.500       | —      |
| Hrači se rozdělí na dvě skupiny. Ve třech kolech postupně, jeden hráč vybíhá na "oratorium", kde po zpovědi získá číslo stránky a běží jej sdělit svým spoluhráčům. Následně všichni společně řeší hádanku na stránce v Bibli, a konečně poslední hráč, hledá mezi modlícimi se postavami tu, která drží předmět z hádanky. Za správně uhádnutý předmět připadá odměna 30.000. Hádat je vždy možné pouze jednou. Každý hráč ze skupiny, která uhádla jako první nejvíce předmětů, má na výběr nechat si třetinu odměny celé mise jen pro sebe, nebo ji věnovat do společné výhry.        |                     |                |               |               |        |
| 12 | Morová rána         | 150.000        | 150.000       | 983.000       | —      |
| Hráči se musí v časovém limitu čtyřiceti minut zachánit. Rozdělí se na dvojici a trojici a každá skupina hledá indície u postav se zlatou maskou. Dvojice má za úkol správně odpovědět na tři otázky o hře. Trojice musí logicky odhalit původce moru na základě série nápověd od morových trhovců. Za každou nesprávnou odpověď ztrácí hráči pět minut. Indície vede k sluhovi pána hradu, který je dovede do věže s otevřeným oknem. Každý seskok má hodnotu 30.000 do společné výhry, pokud skočí alespoň čtyři hráči.                                                                |                     |                |               |               |        |

Vysvětlivky
1. ↑  Bonus 100.000 od pána hradu za odhalení zrádce u kulatého stolu.
2. ↑  Pán hradu celkovou výhru zakulatil.